# Малая Ширяевская улица
Ма́лая Ширя́евская у́лица — улица, расположенная в Восточном административном округе города Москвы на территории района Сокольники.

## История
Улица получила своё название в XIX веке по расположению на территории Ширяева поля, которое в свою очередь получило название, согласно преданию, по кличке сокола Ширяй, с которым любил охотиться в Сокольниках царь Алексей Михайлович и который разбился на этом поле. Определение «Малая» отличает улицу от соседней Большой Ширяевской улицы.

## Расположение
Малая Ширяевская улица, являясь продолжением Поперечного просека, проходит от Богородского шоссе на юго-восток, пересекает Большую Тихоновскую и Малую Тихоновскую улицы, поворачивает на северо-восток и проходит до Большой Оленьей улицы.

## Примечательные здания и сооружения
По нечётной стороне:
По чётной стороне:

## Транспорт

### Наземный транспорт
По Малой Ширяевской улице не проходят маршруты наземного общественного транспорта. У северо-западного конца улицы расположены остановка «6-й Лучевой просек» автобуса № 75 (на Поперечном и 6-м Лучевом просеках) и остановка «Большая Оленья улица» трамваев № 4, 7.

### Метро
- Станция метро «Сокольники» Сокольнической линии и «Сокольники» Большой кольцевой линии (соединены переходом) — юго-западнее улицы, на Сокольнической площади.
- Станция метро «Преображенская площадь» Сокольнической линии — юго-восточнее улицы, на Преображенской площади на пересечении Большой Черкизовской улицы с Краснобогатырской улицей и улицей Преображенский Вал.